# Farminhão
Farminhão ist eine ehemalige Gemeinde (Freguesia) im portugiesischen Kreis Viseu. In ihr leben 750 Einwohner (Stand 30. Juni 2011).

## Geschichte
Der Ort entstand im Verlauf der Reconquista nach dem 8. Jahrhundert. In den königlichen Erhebungen von 1258 wurde sie als eigene Gemeinde geführt. Sie blieb eine Gemeinde des Kreises São Miguel do Outeiro bis zu dessen Auflösung 1855. Seither ist Farminhão eine Gemeinde des Kreises Viseu.
Zum 29. September 2013 wurde die Gemeinde Farminhão im Zuge der administrativen Neuordnung mit den Gemeinden Boa Aldeia und Torredeita zur neuen Gemeinde União das Freguesias de Boa Aldeia, Farminhão e Torredeita zusammengeschlossen. Hauptsitz der neuen Gemeinde wurde Torredeita.

## Söhne und Töchter der Gemeinde
- António Amaral Leitão (Capitão Leitão, 1945–1903), Offizier, republikanischer Aktivist
- António Gonçalves da Costa (1887–1983), ehemaliger Pfarrer, danach landwirtschaftlicher Unternehmer und Pädagoge
- Fernando de Carvalho Ruas (* 1949), langjähriger Bürgermeister von Viseu, seit 2014 Europaabgeordneter